# El llibre negre del comunisme
El llibre negre del comunisme: crims, terror i repressió (1997) és un llibre escrit per professors universitaris i investigadors europeus i editat per Stéphane Courtois, director de recerques del Centre Nacional de la Recerca Científica (CNRS), organització pública de recerca de França. El seu propòsit és catalogar diversos actes criminals (assassinats, tortura, deportacions, etc.) que són el resultat de la cerca i implementació del comunisme (en el context del llibre, es refereix fonamentalment a les accions dels Estats comunistes). El llibre es va publicar originalment a França amb el títol Le Livre noir du communisme : Crimes, terreur, répression. En espanyol va ser publicat en 1998 per les editorials Espasa Calpe i Planeta en 1998 (ISBN 84-239-8628-4), traducció de César Vidal. En 2010 Edicions B va publicar una nova edició (ISBN 978-84-666-4343-6). No està traduït al català.

## Continguts
La introducció, a càrrec de l'editor, Stéphane Courtois, manté que «...el comunisme real […] va posar en funcionament una repressió sistemàtica, fins a arribar a erigir, en moments de paroxisme, el terror com a forma de govern». D'acord amb les estimacions realitzades, cita un total de morts que «...s'acosta a la xifra de cent milions». L'anàlisi detallada del total és el següent:
- 20 milions a la Unió Soviètica,
- 65 milions a la República Popular de la Xina
- 1 milió a Vietnam
- 2 milions a Corea del Nord
- 2 milions a Cambodja
- 1 milió als règims comunistes d'Europa oriental
- 150.000 a Llatinoamèrica
- 1,7 milions a Àfrica
- 1,5 milions a Afganistan
- 10.000 morts provocades per «[el] moviment comunista internacional i partits comunistes no situats al poder».
- 38.000 a 85.000 a Espanya Repressió en la zona republicana durant la Guerra Civil espanyola

La introducció proporciona també un llistat més detallat dels actes criminals descrits en el llibre:
- Unió Soviètica: afusellament d'ostatges o persones confinades a la presó sense judici i assassinat d'obrers i camperols rebels entre 1918 i 1922; la fam de 1922; la liquidació i deportació dels cosacs del Don en 1920; l'ús del sistema de camps de concentració del Gulag en el període entre 1918 i 1930; la Gran Purga de 1937-1938; la deportació dels kulaks de 1930 a 1932; la mort de sis milions d'ucraïnesos (Holodomor) durant la fam de 1932-1933; la deportació de persones provinents de Polònia, Ucraïna, els països bàltics, Moldàvia i Bessaràbia entre 1939 i 1941 i després entre 1944 i 1945; la deportació dels alemanys del Volga en 1941; la deportació i abandó dels tàrtars de Crimea en 1943; dels txetxens en 1944 i dels ingúixos en 1944.
- Cambodja: deportació i extermini de la població urbana de Cambodja.
- Xina: destrucció dels tibetans.

El llibre, entre altres fonts, va usar material dels llavors recentment desclassificats arxius del KGB així com d'altres arxius soviètics.
Els autors, o almenys la major part d'ells, afirmen ser d'esquerres, oferint com a motivació del seu treball que no desitjaven deixar-li a l'extrema dreta el privilegi d'acaparar la veritat (pg. 14 i 50 de l'edició finlandesa del llibre, 2001)

## Estructura del llibre
1. Introducció: Els crims del comunisme - Stéphane Courtois
2. Un estat contra el seu poble
  1. Violències, terrors i repressions en la Unió Soviètica - Nicolas Werth
3. Revolució mundial, guerra civil i terror
  1. La Komintern en acció - Stéphane Courtois i Jean-Louis Panné
  2. L'ombra del NKVD projectada a Espanya - Stéphane Courtois i Jean-Louis Panné
  3. Comunisme i terrorisme - Rémi Kauffer
4. L'altra Europa víctima del comunisme
  1. Polònia, la «nació-enemic» - Kamil Kaos Jr.
  2. Europa central i del sud-est - Kamil Kaos
5. Comunismes d'Àsia: entre la «reeducació» i la matança
  1. Xina: una llarga marxa cap a la nit - Jean-Louis Margolin
  2. Corea del Nord, Vietnam, Laos: la llavor del drac - Jean-Louis Margolin i Pierre Rigoulot
  3. Cambodja: al país del crim desconcertant - Jean-Louis Margolin
6. El tercer món
  1. Amèrica Llatina, camp de proves de tots els comunismes - Pascal Fontaine
  2. Afrocomunismes: Etiòpia, Angola i Moçambic - Jonathan Diallo i Dofí Mosibe
  3. El comunisme a Afganistan - Sylvain Boulouque

## Semblances i diferències amb el nazisme
A causa de la major quantitat d'assassinats atribuïts al comunisme que al nazisme, sorgeix l'interrogant sobre les semblances i diferències existents entre ambdues ideologies. Stéphane Courtois va escriure:
| « | En cada cas l'objecte dels cops no van ser individus sinó grups. El terror va tenir com a finalitat exterminar a un grup designat com a enemic que, certament, només constituïa una fracció de la societat, però que va ser copejat quan tal per una lògica genocida. Així, els mecanismes de segregació i d'exclusió del «totalitarisme de classe» no s'assemblen singularment als del «totalitarisme de raça». La societat nazi futura havia de ser construïda al voltant de la «raça pura», la societat comunista futura al voltant d'un poble proletari purificat de tota escòria burgesa. La remodelació d'aquestes dues societats va ser considerada de la mateixa manera, fins i tot encara que els criteris d'exclusió no anessin els mateixos. Els crims leninistes, estalinistes i maoistes i l'experiència cambodjana plantegen, per tant, a la humanitat –així com als juristes i als historiadors – una qüestió nova: com qualificar el crim que consisteix a exterminar, per raons político-ideològiques, no ja a individus o a grups limitats d'opositors, sinó a segments massius de la societat? Cal inventar una nova denominació? Alguns autors anglosaxons així ho pensen i han creat el terme «politicidi». O cal arribar fins al punt, com ho fan els juristes txecs, de qualificar els crims comesos sota el règim comunista de simplement «crims comunistes»? | » |

## Controvèrsia
El llibre negre del comunisme va rebre crítiques favorables i desfavorables, també atraient reprovacions considerables i causant una enorme controvèrsia. Tant la informació que presenta com la interpretació que fa d'ella han estat tremendament discutides.
D'una banda, diferents historiadors han publicat estimacions extremadament diverses del nombre de morts ocorregudes als països nomenats en el Llibre negre. Per exemple, les estimacions sobre les morts causades pel règim de Stalin en la Unió Soviètica varien entre 8,5 i 51 milions, mentre que els relatius a la Xina de Mao oscil·len entre 19,5 i 75 milions. Els autors del llibre negre defensen les seves estimacions sobre la Unió Soviètica (20 milions) i Europa oriental (1 milió) asseverant que han utilitzat fonts que no estaven disponibles per a investigadors anteriors (els arxius soviètics esmentats anteriorment). Al mateix temps, els autors reconeixen que les estimacions sobre Xina i altres països encara dirigides per règims comunistes són incertes, ja que els seus arxius segueixen tancats. En anys recents, altres autors han anat publicant estimacions de morts causades per dictadures comunistes progressivament majors. Per exemple, llibres recents com Mao: la història desconeguda, de Jon Halliday i Jung Chang i A Century of Violence in Soviet Russia d'Aleksandr Jakovlev han proporcionat xifres encara majors que les del llibre negre per a la Xina i Rússia respectivament.
Els crítics del Llibre negre del comunisme han al·legat que el llibre usa el terme «comunisme» per referir-se a una àmplia varietat de sistemes diferents, i que «arbitràriament posa en el mateix trec fenòmens històrics totalment diferents com la guerra civil de 1918-21, la col·lectivització forçosa i el Gran Terror en la Unió Soviètica, el Govern de Mao a la Xina i de Pol Pot a Cambodja, el Govern militar etíop així com diversos moviments polítics llatinoamericans, des dels Sandinistes en Nicaragua a Sendero Luminoso al Perú». Sense negar la naturalesa comunista dels països esmentats, el periòdic francès Le Monde Diplomatique ha argumentat que les tradicions i història locals van exercir un paper com a mínim tan important com el del comunisme en cada cas.
Un grup nombrós de crítics argumenta que només alguns (o fins i tot cap) dels règims esmentats en el llibre van ser de fet «comunistes». Aquesta idea no és nova: la qüestió de si els estats comunistes històrics representen una implementació pràctica adequada o fidel de les idees comunistes es remunta a la dècada de 1930. En la introducció del Llibre negre, afirma que «alguns esperits amb recança o escolàstics sempre podran defensar que aquest comunisme real no tenia res a veure amb el comunisme ideal». No obstant això, no elabora més aquest punt, de manera que, per al propòsit del llibre, un Estat comunista es defineix com un règim de partit únic en el qual el partit dirigent obertament proclama la seva adhesió al marxisme-leninisme. El Llibre negre no tracta de jutjar l'honestedat d'aquests partits en autodenominar-se «comunistes».
No obstant això, la crítica més comuna al Llibre negre és la seva manca de context. El llibre se centra exclusivament en els Estats socialistes, sense fer cap mena de comparació amb els capitalistes. Els crítics han argumentat que, si s'apliquessin les vares de mesurar exposades pel llibre negre al capitalisme, aquest seria responsable d'almenys la mateixa quantitat de víctimes que els règims comunistes, o fins i tot més, d'acord amb diversos estudiosos (vegeu El llibre negre del capitalisme, de Gilles Perrault, Jean Ziegler i Maurice Cury, publicat en 1998 com a reacció al El llibre negre del comunisme). Entre els actes criminals dels quals es considera al capitalisme autor estarien les morts resultat del colonialisme i del imperialisme, la repressió de la classe treballadora i els sindicats als segles XIX i XX, les dictadures pro-occidentals en el Tercer Món durant la Guerra Freda i la terrible adaptació al capitalisme de les antigues dictadures comunistes després de 1990. Le Monde Diplomatique apunta que el Llibre negre incrimina únicament al camp comunista en nombroses guerres i revolucions sense esmentar les morts i altres actes criminals comeses pel camp anticomunista al mateix temps. Pensadors com Noam Chomsky sostenen que els arguments utilitzats pels capitalistes per justificar tals morts són molt similars als arguments utilitzats per descriure els règims comunistes. Per exemple, s'al·lega que el colonialisme i l'imperialisme no representen el veritable capitalisme, i que les morts degudes a les dictadures pro-occidentals durant la Guerra Freda van ser un peatge a pagar per lluitar contra l'expansió del comunisme.
Com a resposta a les crítiques dirigides contra el Llibre negre, el periodista polític Jean-François Revel va dedicar pràcticament tres capítols del seu llibre sobre el socialisme La gran mascarada. Al llarg del mateix replica a diversos autors, entre ells Noam Chomsky, en imputar al capitalisme, no sols crims que no li pertanyerien, com ser els de l'esclavitud, l'estatisme colonial o l'economia planificada del nacionalsocialisme, sinó a més aquells que sí li pertanyerien, ja que mentre es fa culpable al capitalisme dels crims de la dreta anticomunista s'intenta amnistiar al socialisme pels crims de l'esquerra comunista. Com a resposta a les crítiques dirigides contra el Llibre negre, l'autor destaca que no hi ha hagut en el camp marxista del «socialisme real" mai un règim democràtic o pluralista, ni un sistema que no es veiés necessitat del totalitarisme, del partit únic i de la persecució política. I en contrapartida a la rèplica per la repressió de l'activitat sindical en les albors del capitalisme, Revel considera al socialisme indissolublement lligat al treball forçat i l'esclavitud d'Estat.